# Ictidopappus mustelinus
L'ictidopappo (Ictidopappus mustelinus) è un mammifero carnivoro estinto, appartenente ai viverravidi. Visse nel Paleocene medio (circa 63 - 61 milioni di anni fa) e i suoi resti fossili sono stati ritrovati in Nordamerica.

## Descrizione
Questo animale doveva essere vagamente simile a un'attuale genetta, sia nell'aspetto che nelle dimensioni. Rispetto ad altri animali simili quali Didymictis, i premolari inferiori di Ictidopappus erano più semplici e di taglia minore; il trigonide era più basso e allungato rispetto a quello del carnassiale inferiore, che conservava il talonide cavo.

## Classificazione
Ictidopappus era un membro dei viverravidi, un gruppo di mammiferi vicini all'origine dei carnivori, a volte considerati membri basali del gruppo dei feliformi. Ictidopappus mustelinus venne descritto per la prima volta nel 1935 da George Gaylord Simpson, sulla base di resti fossili ritrovati nella cava Gidley nella contea di Sweetgrass in Montana (Stati Uniti) nella formazione di Fort Union.